# Karwinskia potrerilloana
Karwinskia potrerilloana är en brakvedsväxtart som först beskrevs av Attila L. Borhidi, Muñiz, och fick sitt nu gällande namn av A. Borhidi. Karwinskia potrerilloana ingår i släktet Karwinskia och familjen brakvedsväxter. Inga underarter finns listade i Catalogue of Life.